# Монастырский, Борис Савельевич
Бори́с Саве́льевич Монасты́рский (настоящее имя — Бенцион; 1903—1977) — советский кинооператор. Заслуженный деятель искусств РСФСР (1969). Лауреат Сталинской премии второй степени (1947).

## Биография
В 1930 году окончил Государственный техникум кинематографистов.

В кинематографе с 1931 года.

В конце 1940-х и в 1950-х годах работал в творческом тандеме с режиссёром В. В. Эйсымонтом.
Похоронен в Москве на Пятницком кладбище.

## Награды и премии
- орден Красной Звезды (14.4.1944) — за кинокартину Радуга
- Сталинская премия второй степени (1947) — за фильм «Крейсер „Варяг“» (1946)
- заслуженный деятель искусств РСФСР (1969)

## Фильмография
1. 1929 — Счастливые кольца, 2-й оператор
2. 1933 — Изменник Родины
3. 1936 — Борцы
4. 1937 — Белеет парус одинокий
5. 1941 — Романтики
6. 1942 — Как закалялась сталь
7. 1942 — Боевой киносборник № 9
8. 1943 — Радуга
9. 1945 — Непокорённые
10. 1946 — Крейсер «Варяг»
11. 1948 — Красный галстук
12. 1948 — Последний этап (Польша)
13. 1951 — Правда — хорошо, а счастье лучше
14. 1952 — Горе от ума (фильм-спектакль, совместно с Ж. К. Мартовым)
15. 1953 — Огни на реке
16. 1953 — Свадьба Кречинского
17. 1954 — Два друга
18. 1955 — Судьба барабанщика
19. 1956 — В добрый час!
20. 1958 — Дружок
21. 1958 — Ленинградская симфония
22. 1959 — Первый день мира
23. 1960 — Конец старой Берёзовки
24. 1962 — Течёт Волга
25. 1963 — При исполнении служебных обязанностей
26. 1964 — Приключения Толи Клюквина
27. 1965 — Встречи с Игорем Ильинским
28. 1965 — Фантазёры
29. 1967 — Дай лапу, Друг!
30. 1968 — Полчаса на чудеса (киноальманах «Полчаса на чудеса»)
31. 1971 — Достояние республики